# John Carradine
John Carradine właściwie Richmond Reed Carradine (ur. 5 lutego 1906 w Nowym Jorku, zm. 27 listopada 1988 w Mediolanie we Włoszech) – amerykański aktor filmowy irlandzkiego pochodzenia. Specjalizował się głównie w rolach w tzw. filmach klasy B, były to przede wszystkim horrory i westerny. W ciągu trwającej blisko 60 lat aktorskiej kariery zagrał w ponad 200 filmach i dziesiątkach seriali telewizyjnych.

## Życiorys

### Wczesne lata
Urodził się w Nowym Jorku jako syn lekarki chirurga dr Genevieve Winnifred Richmond i Williama Reeda Carradine’a (1871-1909), dziennikarza i korespondenta Associated Press. Jego ojciec był synem Beverly’ego Francisa Carradine’a (1848–1931), ewangelicznego autora metodysty piszącego przede wszystkim na temat uświęcenia.
Rodzina mieszkała w Peekskill. Kiedy John miał dwa lata jego ojciec zmarł na gruźlicę. Matka następnie wyszła za mąż za producenta papieru Pecka. Uczęszczał do Christ Church School w Kingston i Episcopal Academy w Merion w Pensylwanii. Naukę kontynuował w Graphic Arts School.

### Kariera
Początkowo pracował jako malarz i rzeźbiarz. Po przeprowadzce do Nowego Orleanu, w 1925 roku zadebiutował w lokalnym teatrze w przedstawieniu Dama kameliowa Aleksandra Dumasa, a następnie w różnych klasycznych i współczesnych produkcjach. Kiedy zaplanowano malowanie teatru, został zatrudniony jako projektant przez Cecila B. DeMille’a.
Po raz pierwszy trafił na ekran jako Buzzard Hatburn w filmie Tol’able David (1930) i musicalu Michaela Curtiza Bright Lights (1930). Wystąpił potem m.in. w westernie To the Last Man (1933), historycznym Cecila B. DeMille’a Kleopatra (Cleopatra, 1934) z Claudette Colbert, Kardynał Richelieu (Cardinal Richelieu, 1935), ekranizacji powieści Wiktora Hugo Nędznicy (Les Misérables, 1935) czy Dyliżans (1939). Wśród jego licznych ról oprawców, zdrajców, tchórzy jest też wymieniony David Riccio w historycznym filmie Johna Forda Maria, królowa Szkotów (Mary of Scotland, 1936) z Katharine Hepburn, Naveau w adaptacji powieści Aleksandra Dumasa Trzej muszkieterowie (1939) w reż. Allana Dwana, były proboszcz Jim Casy w Gronach gniewu (1940) czy Foressi w komedii Wielka noc Casanowy (Casanova’s Big Night, 1954) z Bobem Hope, pułkownik Proctor Stamp w przygodowym W 80 dni dookoła świata (1956) czy biblijny Aaron w monumentalnym widowisku Cecila B. DeMille’a Dziesięcioro przykazań (1956).
W komedii Myra Breckinridge (1970) z Raquel Welch wcielił się w chirurga. Elia Kazan zaangażował go do melodramatu Ostatni z wielkich (1976) z Robertem De Niro. Użyczył także głosu Dawidowi, królowi Izraela w serialu animowanym Najwięksi bohaterowie biblijni (Greatest Heroes of the Bible, 1978) oraz w angielskiej wersji animowanego japońskiego filmu Lampa Aladyna (1982). Zagrał też w Lodowi piraci (1986) i komedii Francisa Forda Coppoli Peggy Sue wyszła za mąż (Peggy Sue Got Married, 1986) z Kathleen Turner.

## Życie prywatne
Był czterokrotnie żonaty. 31 grudnia 1935 poślubił Ardanelle McCool Cosner, z którą miał syna Davida (ur. 8 grudnia 1936, zm. 3 czerwca 2009), zagrali razem w dramacie Martina Scorsese Wagon towarowy Bertha (1972) i serialu ABC Kung Fu (1972-75). Małżeństwo trwało tylko sześć lat do 14 marca 1941, a Carradine po rozwodzie odebrał także Bruce’a Johna (ur. 10 kwietnia 1933), zaadoptowanego po ślubie syna z pierwszego małżeństwa Ardanelle McCool Cosner, która cierpiała na zaburzenia urojeniowe.
Ożenił się po raz drugi 13 sierpnia 1944 z aktorką Sonią Sorel (z domu Henius), z którą miał dwóch synów: Keitha Iana (ur. 8 sierpnia 1949) i Roberta (ur. 24 marca 1954). Sonia Sorel miała z poprzedniego małżeństwa syna Dale’a i syna z późniejszej relacji Michaela Bowena Jr. (ur. 21 czerwca 1953). Jednak 6 marca 1957 doszło do rozwodu.
30 sierpnia 1957 ożenił się z Doris (Erving Rich) Grimshaw, która 18 maja 1971 zmarła w pożarze w swoim mieszkaniu w Oxnard w Kalifornii. Pożar został spowodowany przez palącego się papierosa. Została uratowana z podobnym ogniem zaledwie dwa tygodnie wcześniej. W chwili śmierci, ona i Carradine byli w separacji. Carradine był żonaty po raz czwarty, od 3 lipca 1975 z Emily Cisneros, która go przeżyła.
Przez ostatnie lata swego życia cierpiał na artretyzm, ale pomimo wielkiego bólu nadal pracował. Zmarł 27 listopada 1988 roku w Mediolanie we Włoszech w wieku 82. lat. Za zasługi dla przemysłu filmowego ma gwiazdę na Walk of Fame (Hollywood Walk of Fame).

## Ważniejsze filmy
- Ogród Allaha (1936) jako Wróżący z piasku
- Bohaterowie morza (1937) jako Long Jack
- Dyliżans (1939) jako Hatfield
- Bębny nad Mohawkiem (1939) jako Caldwell
- Grona gniewu (1940) jako Jim Casey
- Dom Frankensteina (1944) jako Dracula
- Dom Draculi (1945) jako Dracula
- Upadły anioł (1945) jako prof. Madley
- Johnny Guitar (1954) jako Stary Tom
- Dziesięcioro przykazań (1956) jako Aaron
- W 80 dni dookoła świata (1956) jako płk. Proctor Stamp
- Człowiek, który zabił Liberty Valance’a (1962) jako mjr Cassius Starbuckle
- Jesień Czejenów (1964) jako mjr Jeff Blair
- Billy the Kid kontra Drakula (1966) jako Hrabia Drakula / Udający Jamesa Underhilla
- Kłopoty z dziewczynami (1969) jako Drewcolt
- Wszystko, co chcielibyście wiedzieć o seksie, ale baliście się zapytać (1972) jako dr Bernardo
- Wagon towarowy Bertha (1972) jako H. Buckram Sartoris
- Ostatni z wielkich (1976) jako przewodnik wycieczki
- Rewolwerowiec (1976) jako Hezekiah Beckhum
- Biały bizon (1977) jako Amos Biggs
- Potwór z jeziora (1979) jako ksiądz
- Skowyt (1981) jako Erle Kenton
- Peggy Sue wyszła za mąż (1986) jako Leo
- Potwór w szafie (1987) jako Joe Shempter
- Pogrzebani żywcem (1990) jako Jacob